# Francesc Thomàs
El coronel Francisco (Francesc) Tomàs (o Thomàs) i Campos va ser un militar valencià natural de Xàtiva. Va servir com a soldat, alferes, capità i sergent major als Terços de l'exèrcit dels reis Habsburg a la Llombardia  i a Catalunya. Va ser governador de les places de Cardona i Peníscola, en aquesta durant catorze anys. Posteriorment també ho va ser de Menorca entre el 1711 i el 1712 i de la ciutat d'Alcúdia entre 1713 i 1715.

En la seva carrera militar va combatre contra l'exèrcit de Lluís XIV durant la Guerra dels 9 anys en la campanya a Catalunya a la batalla del riu Ter, i a la defensa de Girona, Hostalric i Palamós.
L'aixecament austriacista de Dènia sota el lideratge del general Basset l'agost de 1705 a la ciutat de Dénia i des d'allà cap a Gandia, Alzira i fins a València, on es proclamà rei Carles d'Àustria agafà Francisco Tomás com governador de Peníscola. El 2 d'octubre de 1705 les autoritats borbòniques van enviar com a comandant de la defensa de la plaça el capità Sancho de Echeverría y Orcolaga, guàrdia reial de gran lleialtat borbònica.
El març de 1707 l'exèrcit maulet va assetjar Peníscola, plaça que per la pressió del capità Echevarria va restar fidel al rei Borbó. La reina governadora Maria Lluïsa Gabriela de Savoia promocionar el capità a governador. El coronel Francisco Thomas va ser detingut i enviat pres a Cartagena i la seva llar a Peníscola va ser saquejada.

El 24 de juny de 1706 la flota anglesa va ocupar Cartagena, i els regidors més propers a l'austriacisme van negociar la capitulació. D'aquesta manera el coronel va ser alliberat. Va formar part com a capità de l'expedició mallorquina de socors als austriacistes menorquins a l'octubre de 1706. Aquesta milícia era dirigida per l'antic governador de Menorca Francesc Net. Comptava amb un sergent major i tres capitans, un dels quals era en Francisco Tomàs. Va ser fet presoner pels borbònics després de la batalla de Biniatap.
Va ser alliberat junt amb els seus homes, d'acord a les condicions de rendició que el capità La Jonquière va signar per la rendició de Ciutadella el gener de 1707. Alliberat, va tornar a Mallorca. La seva casa paterna va ser saquejada per les tropes borbòniques i el seu pare va assassinat durant l'extermini borbònic de Xàtiva.
En 1711 va ser nomenat governador de l'illa de Menorca per la lloctinent de Carles III, Elisabet Cristina de Brunsvic-Wolfenbüttel.
El gener de 1712, el governador Tomás va ser l'encarregat de notificar a les autoritats civils menorquines que l'arxiduc Carles era ja emperador. La coronació es va celebrar a l'Illa entre els dies 17 i 18 amb festes, fogueres, lluminàries i cavalcades, però van començar a circular rumors, cada vegada més actius, que Menorca anava a quedar en mans d'Anglaterra.
Tant el governador Tomás com els jurats de l'illa van decidir sol·licitar explicacions del que estava succeint al govern austriacista a Barcelona, encapçalat per la reina Isabel Cristina, i a Mallorca al virrei d'aquella illa, el marquès del Rafal, sobre els insistents rumors que circulaven que Menorca havia de ser cedida a Anglaterra. El tema va ser tractat en una sessió de Consell d'Estat a Barcelona, el dia 5 d'abril. El marquès de Rialp, en un to paternalista i ambigu, encobridor de la seva impotència, va recomanar tant al governador Tomás com als jurats menorquins el 29 de abril "que procuressin dissimular ... i tolerar el present dany amb prudent resignació i patiment".
Quan el representant de la reina Anna de la Gran Bretanya, el duc d'Argyll, va arribar a Menorca va fer arriar les banderes de l'Emperador i enarborar l'estendard britànic. Francisco Tomás, "the Emperours governour", com l'anomenava el dus d'Argill, desconeixedor de la realitat i desconcertat, es va traslladar des Ciutadella al castell de Sant Felip, a Maó, per entrevistar-se amb Argyll i informar-se de l'estat de la qüestió. Davant la seva sorpresa, va ser informat del seu cessament pel governador de la reina d'Anglaterra el dia 12 i impel·lit a abandonar l'illa.
Francisco Tomás va passar a Mallorca on va exercir entre 1713 i 1715 el càrrec de governador d'Alcúdia, mentre Mallorca va estar adscrita a l'austriacisme. El 1715 un exèrcit borbònic va desembarcar a Mallorca sota el comandament del general francès marqués d'Asfeld. Aquest es dirigí contra Alcúdia i hi arribà el dia 19. Sembla que la plaça d'Alcúdia feu un conat de resistència disparant els seus canons contra l'expedició borbònica. Però la guarnició de 300 homes i la ciutat varen renunciar a la defensa i establiren converses amb l'exèrcit d'ocupació. La capitulació va ser acordada respectant vides i hisendes, i condicionant la resta al que es pogués negociar a la Ciutat de Mallorca.
Ciutat de Mallorca va capitular el 2 de juliol. El 8 de juliol de 1715 les tropes de Carles III van abandonar Mallorca en cinc naus amb destí a les possessions de Carles VI a Itàlia. L'11 de juliol el virrei marquès de Rubí lliurava les claus al marqués d'Asfeld. 
En paral·lel a l'exili austriacista de diverses desenes de milers de persones, els soldats regulars i oficials hispànics austriacistes evacuats van ser reformats a Itàlia i enquadrats en cinc regiments. Els cinc regiments van ser desplaçats a la frontera d'Hongria amb l'Imperi otomà el 1714. Ben aviat es veieren implicats en la Tercera Guerra Turca. Les campanyes en què participaren les tropes de Carles VI van ser les de 1716 i 1717.
Els oficials i soldats que van anar abandonant l'exèrcit, com la resta de militars imperials, van tenir accés a una jubilació. Les llistes de beneficiaris, a Nàpols i a Milà, eren anomenades listón i montón. La primera corresponia als oficials a la reserva, susceptibles de ser mobilitzats en cas de necessitat, mentre que la segona estava destinada als impedits (vells o ferits), que comptaven només amb un cinquanta per cent de la pensió.